# Демосфен (Йоницэ)
Архиепи́скоп Демосфе́н (рум. Episcop Demosten, в миру Думитру Йоницэ, рум. Dumitru Ioniță; 1 июля 1927, Ковасна, Ковасна — 20 июля 2024, Брэдэцельский монастырь, Сучава) — архиерей Православной старостильной церкви Румынии и её 5-й предстоятель (2022—2024).

## Биография
Родился 1 июля 1927 года в городе Ковасна в семье Фомы (Toma) и Марии Йоницэ и в крещении был назван Димитрием.
В 1951 году поступил в братию Спасо-Преображенского Слэтьоарского монастыря под духовное наставничество Гликерия (Тэнасе).
С 1952 по 1954 год служил в рядах румынской армии, после чего вернулся в монастырь, где 25 декабря 1955 года, на день памяти святого Спиридона Тримифунтского, настоятель обители Гликерий (Тэнасе) постриг его в иночество, а через год — в 1956 году — в монашество.
27 сентября 1956 года, в день Воздвижения Креста Господня, митрополитом Галактионом (Кордуном) в церкви в местечке Копэчени, недалеко от Бухареста, был рукоположен в сан иеродиакона, а в феврале 1957 года епископ Гликерий (Тэнасе) рукоположил его в сан иеромонаха. Через месяц после хиротонии иеромонах Демосфен был послан в Бухарест для помощи епископу Евлогию (Оце), но по доносу арестован. В период пятинедельного заключения он отказался выдать местонахождение епископа.
В 1957 году получает благословение от митрополита Галактиона открыть приход в городе Ковасна. Церковь была открыта в доме Йона Влада (Ion Vlad) — одного из приверженцев юлианского календаря.
23 июля 1958 года вновь был арестован с группой певчих во время отпевания своего двоюрдного брата в закрытой властями церкви. Арестованных препроводили в город Марошвашархей (столицу Венгерской автономной области), где в тюрьме они подверглись издевательствам, а следующие годы иеромонах Демосфен провёл в Герлской тюрьме (до 1959) и трудовых колониях Периправа, Balta Brăilei, Stroienești, Bondoi, лагере Calcia из которого освободился в 1964 году. Через три недели после освобождения вновь был подвергнут домашнему аресту в связи с чем вынужден был бежать в леса, где скрывался близ Ватра-Дорней в течение пяти лет.
В 1968 году иеромонах Демосфен возвратился в Ковасну, где по доносу новостильного священника Олтяну (Olteanu), министр по делам культов Секели (Szekely) запретил проведение богослужений в церкви, находящейся в частном владении Йона Влада. В связи с тем, что верующие жаловались в департамент культов в Бухарест, уполномоченный Секели сделал заявление, что он не отдавал приказов опечатывать церковь. Вместе с этим было инициировано судебное разбирательство по обвинению иеромонаха Демосфена в незаконном ношении священнических облачений и пользовании опечатанной властями церкви. Его деятельность была классифицирована как преступная по пункту 3 статьи 324 Уголовного кодекса Румынии, в связи с чем он был приговорён к 4 годам и 10 месяцам тюрьмы. С 1969 года отбывал заключение в тюрьме Ботошани, а позднее в рабочей колонии Констанца-Поарта-Албэ, где труд заключённых использовался при строительстве Дунайского канала. В 1971 году был освобождён досрочно и вернулся в Слэтьоарский монастырь.
В том же году митрополит Гликерий поручил ему духовное попечительство о монахинях Брэдэцельского монастыря. За годы пребывания в обители иеромонаха Демосфена, монастырь вырос и преобразился (в настоящее время там проживает около 70 монахинь).
26 ноября 1981 года, в день памяти святителя Иоанна Златоуста, митрополитом Гликерием (Тэнасе), епископами Сильвестром (Онофреи) и Космой (Лостуном) в Слэтьоарском монастыре был рукоположен в сан викарного епископа Нямецкого. Проживает в женском монастыре святого Димитрия в Сучаве.
7 февраля 2022 года в старой церкви Слэтьоарского монастыря состоялась его интронизация с титулом «архиепископ и митрополит». На службе возведения на престол присутствовали епископ Сучавский Софроний (Оцел), епископ Брашовский Феодосий (Скутару), епископ Ботошанский Иосиф (Могырзан), епископ Илфовский Флавиан (Быргэоану), епископ Бэкэуский Антоний (Тэтару), епископ Иезянский Гликерий (Илие), епископ Гэлэцский Дионисий (Констандаке) и Сибиуский Евлогий (Ника).
Умер 20 июля 2024 года в возрасте 97 лет в Брэдэцельском монастыре. Отпевание и похороны состоялись 23 июля в том же монастыре. На похоронах присутствовали много священников, настоятелей монастырей, архимандритов и диаконов.